# مسجد ليما كاوم الكبير
مسجد ليما كاوم الكبير هو واحد من أقدم المساجد في إندونيسيا، يقع المسجد في بلدة ليما كاوم في تاناه داتار غرب سومطرة، أنشأ المسجد لأول مرة في منتصف القرن السابع عشر الميلادي، في حين أن المباني القائم اليوم بني في وقت لاحق من عام 1710، وكما يوحي الاسم فان المسجد يقع في بلدة ليما كاوم وبالتحديد في سيرياك في تيجو تومبوك جورونغ، على بعد حوالي 20 مترا عن الطريق المتجه بادانج، وفي عام 2010 تم اختيار المسجد من قبل وزير الثقافة والسياحة في اندونيسيا باعتباره تراثا ثقافيا مع عدة مساجد أخرى في غرب سومطرة .

## التاريخ
لا يعرف على وجه اليقين ما العام الذي شيد فيه مسجد ليما كاوم الكبير، ولكن الروايات تشير أنه بني في منتصف القرن السابع عشر الميلادي بعد ظهور الإسلام في مرتفعات مينانجكاباو، بني المسجد أول مرة كقاعة من الحجر بنية منه الجدران بالإضافة لسقف متواضع، ثم بعد نحو 25 عاما بني مسجد بديلا عن المسجد القديم في مكان آخر، ولكنه لم يدم طويلا، في عام 1710 وفي موقع معبد تخلى عنه أتباعه منذ دخولهم إلى الإسلام بني المسجد الذي يعرف الآن باسم مسجد ليما كاوم الكبير، وجرى بناء المسجد بشكل كامل من قبل المجتمع المحلي، ويتكون المبنى من الخشب والألواح، في حين أن السقف تم إعادة انشلئه من الألياف تم استبدال بالزنك، في تطور آخر المسجد شهد بعض الإصلاحات بما في ذلك تحسين وتوسيع غرفة الصلاة، مما ادى لانشاء شرفة جديدة في المسجد، وتم إصلاح وتركيب الزجاج في النوافذ.

## العمارة
بني مسجد ليما كاوم الكبير قبل فترة طويلة من دخول القوات الهولندية لمينانجكاباو، أدى ذلك لعدم وجود أي تأثير للغرب أو العمارة الهولندية في بناء هذا المسجد، وتتأثرت عمارة المسجد عموما بنمط المينانجكاباو، شكل السقف هو تولفه بين الهندوس والبوذية والإسلام، بني المسجد على مساخة مستطيلة الشكل، ليحل محل المعبد الذي هجر منذ فترة طويلة بعد أن تخلى عنه أتباعه واتبعوا هدي الإسلام، وجاء سقف المسجد مناسبة للمناخات الاستوائية مثل بناء المينانجكاباو، ويمكن أن تستنزف بسرعة أكبر مياه الأمطار فيه إلى أسفل، في سطح السقف هناك فجوة للإضاءة.

### الغرفة الرئيسية
في الغرفة الرئيسية والتي هي بمثابة قاعة الصلاة، هناك أعمدة مصنوعة من الخشب بقطر ركيزة أساسية قياسها 75 سم وارتفاعها 55 متر، تم جمع جميع الأخشاب المستخدمة بشكل كامل من قبل أفراد المجتمع المحلي لمدة عام تقريبا، وعلى حائط الغرفة الرئيسية هناك عدة نوافذ على كل جانب، ستة في الشمال والجنوب بالإضافة إلى أربعة على الجانب الغربي والشرقي، وقد تم استبدال أرضية قاعة الصلاة بخزف، وعلى الرغم من أنه تم إصلاح المسجد عدة مرات لا تزال الجداران والأرضية مصنوعة من ألواح الخشب .

### الشرفة
على الجانب الشرقي أو في مقدمة غرفة الصلاة هناك شرفة مغطاة، ذات جدار زجاجي مع قاعدة خرسانة، ولها مدخل من الجهة الشمالية والجهة الجنوبية، تستخدم الشرفة كبهو، وأيضا تستخدم كمكان لتعلم القرآن الكريم والرعاية النهارية، في الجزء العلوي من الشرفة هناك مبنى مأذنة يضم اثنتين من النوافذ على كل جانب، وتخرج منها هيكل على شكل قبة أعلى الشرفة.